# Letzte Lockerung
La Letzte Lockerung è un'opera letteraria di Walter Serner, steso nel 1918 e pubblicato per la prima volta nel 1920. Conosciuto anche come Manifest Dada, è uno dei testi principali del movimento dadaista, una critica feroce e ironica della società borghese contemporanea.

## Storia editoriale
Nel 1914, a guerra già iniziata, il pacifista Walter Serner fuggì da Berlino per riparare nella neutrale Svizzera, precisamente a Zurigo. Qui collaborò in un primo momento con la rivista letteraria Der Mistral, facendo pubblicare una serie di contributi spiccatamente antimilitaristi. Chiusa questa breve esperienza (Der Mistral nacque e morì nel giro di tre mesi), Serner diede vita alla propria rivista mensile letteraria, Sirius, su posizioni «metafisico-religiose». Fu durante questo periodo che Serner conobbe il gruppo dadaista di Hugo Ball e Tristan Tzara che animava le serate del Cabaret Voltaire. Sebbene il primo approccio fosse alquanto critico, lo scrittore boemo si avvicinò progressivamente al Dada, entrandone a far parte ufficialmente nel 1917: secondo Richard Hülsenbeck, un tentativo disperato di Tristan Tzara di ridare linfa a un movimento che si stava già sfaldando.
Fu solo nel 1918, tuttavia, che Walter Serner diede il suo primo contributo sostanziale al dadaismo, quando, in un soggiorno di tre settimane a Lugano, scrisse di getto la sua Letzte Lockerung, con l'intenzione di farne il vero e proprio manifesto filosofico del movimento. In realtà il testo fu concepito molto prima, tanto che in alcuni passi furono ripresi alla lettera gli articoli polemici di Der Mistral e Sirius, oltre al fatto che le idee alla base del manifesto serneriano circolavano già da tempo tra i dadaisti, tanto che è lecito pensare che Tristan Tzara ne abbia attinto a piene mani nel suo Manifest Dada 1918.
La Letzte Lockerung ottenne una buona accoglienza tra i dadaisti che elessero Walter Serner a «filosofo» del movimento. Alcuni estratti del testo vennero pubblicati su riviste dadaiste, come ad esempio il cosiddetto «Letzte Lockerung manifest» nell'antologia DADA, o lo «Schluck um die Achse manifest» nella rivista Zeltweg. Al maggio 1920 risale invece una prima traduzione francese del testo Der Korridor nella rivista Littérature; traduzione che indispettì molto l'autore, a causa della sua scarsa fedeltà all'originale. Particolarmente curiosa fu invece la prima lettura pubblica che ne diede Serner, il 19 aprile 1919, nella serata dadaista «Non plus ultra», terminata con una vera e propria sommossa del pubblico.
Il testo completo venne pubblicato solamente nel 1920, dopo che Walter Serner prese contatto con l'editore Paul Steegemann di Hannover, già editore di altri dadaisti e avanguardisti di lingua tedesca.
Dopo l'allontanamento dal Dadaismo il manifesto di Walter Serner cadde parzialmente nell'oblio, per quanto i suoi «racconti criminali» riscossero un discreto successo di pubblico negli anni Venti. Lo stesso filosofo Theodor Lessing, che paragonò Walter Serner a Maupassant, bollò la Letzte Lockerung come una «pessima goliardata».
Nel 1927 l'editore Paul Steegemann riunì tutti gli scritti di Walter Serner per pubblicarne una raccolta. Tra questi comparve anche una nuova edizione della Letzte Lockerung con il nuovo sottotitolo Handbrevier für Hochstapler und solche die es werden wollen ("Manuale per cavalieri d'industria e per coloro che vogliono diventarlo"): un'edizione ripulita di qualsiasi riferimento al passato dadaista e arricchita di un «manuale pratico» che fa da pendant al «manuale teorico» del 1920.

## Contenuti
La Letzte Lockerung è innanzitutto una critica caustica alla società borghese dei primi decenni del Novecento, una lucida analisi - così Jörg Drews - del nichilismo di un'epoca in piena crisi di valori. L'intento dell'autore è quello di svelare una volta per tutte le ipocrisie che governano il mondo occidentale, così da raggiungere una personale emancipazione dai vincoli della società. La parola tedesca Lockerung, infatti, non è da intendere nel suo significato oggi più diffuso di «rilassamento», ma in quello di «affrancamento, liberazione».

Il testo affronta in forma aforistica e con un'enorme quantità di riferimenti intertestuali le principali forme di espressione della borghesia, che dissimula la propria mancanza di «senso» (Sinnlosigkeit) costruendo le proprie certezze su meri «significanti», svuotati di ogni «significato». La conseguenza inevitabile di questa situazione è la noia esistenziale, vero cancro di un'intera epoca.
«L'attuale bilancio della superficie terrestre abitata è dunque semplicemente il risultato conseguente una noia diventata ormai intollerabile. Noia: il termine più innocuo. Ciascun cerchi per conto proprio il termine più goloso per la propria condizione di inferiorità!» (paragrafo 5°)
Tra le forme di espressione con cui la borghesia cerca di azzittire la propria noia esistenziale c'è l'arte, definite da Serner come «una malattia infantile» (9°) o «la forma più puerile di magia» (58°). L'arte non è altro che il tentativo di dare stilisticamente forma (Gestalt) - ovvero, costringere in vincoli - la natura caotica dell'uomo.
«Forma! Che parola raccapricciante! Vale a dire: rendere verosimile la vita, inverosimile fino alla punta dei capelli! Ricoprire con un cielo catartico questo lerciume di caos e mistero!! Profumare e rassettare il letamaio umano!!! Grazie tante...» (6°)
La stessa guerra, poi, si rivela essere come il più banale e violento escamotage per sfuggire alle grinfie della noia, un vero e proprio spettacolo teatrale inscenato in concerto tra governanti e sudditi. Questo - secondo Serner - vale sia per le classi dirigenti, mosse tra l'altro da interessi economici privati, sia per il popolo, che «prende in mano il fucile, non perché non veda oltre le apparenze, ma perché usa l'apparenza come... stimolo» (17°). Ma, nonostante tutto, la guerra rimane un passatempo di breve durata:
«Il giovanotto nella loggia ha il suo spettacolo, la popolazione un passatempo sanguinoso e la possente Morte, unica vera vincitrice, s'inchina di fronte alla Noia, che dopo il primo atto assale di nuovo e inevitabilmente attori e spettatori...» (17°)
Figura centrale dell'opera è il cavaliere d'industria (Hochstapler), chiamato spesso anche con il termine francese rastaquouére (abbreviato in rasta). Lo Hochstapler di Serner non è un arrivista in cerca di denaro o potere, ma una personalità che ama le comodità della vita, un essere disilluso che non crede a niente e a nessuno, un lupo solitario, un «moralista a-morale» che affronta e accetta l'illusorietà della vita con un sorriso beffardo.